# Luka Ilić Oriovčanin
Luka Ilić Oriovčanin (Oriovac, 15. listopada 1817. – Novska, 4. veljače 1878.), bio je hrvatski pjesnik i etnolog. Njegova knjiga Narodni slavonski običaji (1846.), smatra se prvom hrvatskom široko zasnovanom usporednom etnološkom studijom.

## Životopis
Luka Ilić Oriovčanin rođen je 15. listopada 1817. godine u Oriovcu, u seljačkoj obitelji. Osnovnu školu završio je u Oriovcu, gimnaziju u Požegi, te filozofsko-teološki fakultet u Zagrebu. Bio je članom Narodnoga ilirskoga sjemenišnog društva i objavljivao je prigodnice u Danici i Kolu (dio kojih je uvršten u zbirku Slavonske varoške pjesme, I–IV, 1844. – 1847.) u kojima je objavljivao i slavonske narodne pjesme, običaje i vjerovanja.
Godine 1843. zaređen je za svećenika, a kapelanovao je u slavonskim župama (Ruševo, Velika, Lipovljani, Gaj i Bebrina). Imenovan je 1852. godine vojnim svećenikom a boravio je na ratištima s gradiškom graničarskom pukovnijom. Jedno vrijeme obavljao je vjeroučiteljsku službu u vojnom zavodu Pančevo. U Zadru je 1869. godine umirovljen. primivši odličje za časnog predsjednika Čanadskog kaptola i Zadarske nadbiskupije. Nakon umirovljenja bio je župnik u Mačkovcu, a od 1872. godine u Novskoj. Osim svećeničkog poziva bavio se i poviješću, etnografijom, arheologijom i numizmatikom. Nakon njegove smrti zagrebački časopis Vienac, kojem je glavni urednik bio August Šenoa, upozorio je hrvatsku vladu da otkupi Ilićevu bogatu numizmatičku zbirku. U zbirci su se našla 3333 komada kovanog novca i 44 banknote. 
Umro je 1878. godine, a pokopan je na mjesnom groblju u Novskoj.

## Djela
- Baron Franjo Trenk i slavonski panduri, U Zagrebu: tiskom i troškom Franje Suppana, 1845.
- Narodni slavonski običaji sabrani i popisani po Luki Iliću, Oriovčaninu, U Zagrebu: tiskane kod Franje Suppana, 1846.
- Lovorike gradiškoga narodnoga graničarskoga puka br. 8 opjevaju narodne pjesme / sabrao i razjasnio Luka Ilić Oriovčanin, Zagreb: Tisak i naklada knjižare L. Hartmana (St. Kugli), 1910?
- Izabrana djela, Privlačica, Vinkovci, 1994.
- Narodni slavonski običaji / sabrani i popisani po Luki Iliću, Oriovčaninu, Gradsko poglavarstvo,  Novska, 1997.
- Oriovac u hrvatskoj književnosti / Stjepan Ilijašević, Luka Ilić Oriovčanin, Fran Gundrum, prir. Stana Vukovac i Ivica Balen, Riječ, Vinkovci, 2007.[2]

## Vanjske poveznice
- [neaktivna poveznica]